# United States Forces Japan
United States Forces Japan (förkortning: USFJ) är ett amerikanskt försvarsgrensövergripande kommando som står under United States Indo-Pacific Command med ansvar för USA:s väpnade styrkor i Japan.
United States Forces Japan bildades 1 juli 1957 och ersatte Far East Command.

## Bakgrund
Befälhavaren för USFJ är USA:s högsta militära representant i Japan och upprätthåller USA:s förpliktelser enligt den bilaterala försvarsalliansen som tecknades innan ockupationen efter andra världskriget tog slut 1952. Samma person som fullgör rollen som befälhavare för United States Forces Japan är i en separat roll även befälhavare för Fifth Air Force, som ingår i Pacific Air Forces, och är därför alltid en generallöjtnant i USA:s flygvapen. Högkvarteret är därför samlokaliserat på Yokota Air Base.

## Kontrovers
Liberaldemokratiska partiet som i Japan under efterkrigstiden varit det statsbärande partiet är en stark anhängare till försvarsalliansen och fortsatt amerikansk truppnärvaro i Japan. På ögruppen Okinawa finns emellertid ett stort lokalt motstånd mot fortsatt amerikansk militär närvaro.
Ögruppen var, till skillnad från övriga Japan, invaderad med amerikansk marktrupp 1945 och var formellt ockuperad av USA fram till 1972 och har en större proportionell amerikansk truppnärvaro än någon annanstans i landet. Motståndet har från 1995 blivit alltmer högljutt efter att tre amerikanska militärer våldtog en 12-årig flicka från lokalbefolkningen.
En del av protesterna, bortsett från frågan om amerikansk närvaro i stort, handlar om fortsatt militär verksamhet på flygbasen Marine Corps Air Station Futenma som är omgiven av bostadsområden i staden Ginowan och som har kallats för "världens mest farliga bas" och vars framtid diskuterats i över 20 år utan någon för alla parter bra lösning. Ersättningsplatsen för Futenma på Henoko är även den kontroversiell då det anses som miljöförstöring.

## Komponenter
| Heraldisk sköld | Namn                                               | Förkortning | Basering             | Funktion | Not   |
|                 | III Marine Expeditionary Force                     | III MEF     | Camp Butler, Okinawa | Marine Expeditionary Force med 18 000 personer i aktiv tjänst                                                | [ 1 ] |
|                 | Fifth Air Force                                    | 5 AF        | Yokota Air Base      | 3 flottiljer med 15 000 personer i aktiv tjänst                                                              | [ 1 ] |
|                 | Seventh Fleet                                      |             | Yokosuka örlogshamn  | Numrerad flotta med 13 000 personer i aktiv tjänst stationerade i Japan                                      | [ 1 ] |
|                 | United States Army, Japan                          | USARJ       | Camp Zama            | Arméförband med 2 000 personer i aktiv tjänst                                                                | [ 1 ] |
|                 | United States Naval Forces Japan/Navy Region Japan | CNFJ/CNRJ   | Yokosuka örlogshamn  | Landbaserade förband och förvaltning av marinbaserna i Yokosuka och Sasebo med 6 000 personer i aktiv tjänst | [ 1 ] |